# Pannenkoek2012
斯科特·布坎南，网名pannenkoek2012, 通常缩写为pannenkoek（i/ˈpænɪnkoʊək/），是一名游戏《超级马力欧64》的研究员和YouTube名人，知名于其制作的许多详细揭示该游戏运作机制的高深视频，当中是在解释他在挑战以各种自设的规定（如不使用控制杆，不按某些按键）通关游戏时用到的技巧。这些视频中最著名的是他在“A键挑战”方面的许多想法及实现，而这一挑战的目标是在尽可能少按A键的情况下完成游戏。这是一项艰巨的任务，因为A键主要用于跳跃，而这对于超级马力欧64这种平台游戏来说是不可或缺的，通常正常通关游戏一次要按好几百次A键。
2014年，他因在“小人国大人国（Tiny-Huge Island）”关卡中拿到了一枚以前认为无法拿到的金币而受到媒体关注。2015年，他开出了1000美元的悬赏，奖励能够重现《超级马力欧64》中某个小故障的人。赏金仍然（2022年）无人成功认领。

## 《超级马力欧64》视频
《超级马力欧64》是pannenkoek2012小时候玩的第一个电子游戏。在2013年，当他还在大学里读计算机科学时，他开始在他的YouTube频道pannenkoek2012上上传他不跳跃完成《超级马力欧64》某些关卡的视频。虽然一般认为马力欧的主要技能就是在各个平台之间跳来跳去，但pannenkoek2012想要通过利用游戏当中的不利环境和各种Bug来实现不按A键（跳跃按钮）通关整个游戏。
Pannenkoek2012制作了大量深入解构《超级马力欧64》游戏机制的YouTube视频，这些视频被人描述成是深奥的“编程课程”。如在一个视频中，pannenkoek2012解释了玩家在游戏里如何通过以某种特定方式踢起灰尘来操纵游戏里的随机数生成器。尽管这些视频具有高度的技术性，但他的解释让外行人易于理解，使得他的主频道经常能有数十万的观看次数。截至2022年11月13日，他有6个视频已被观看超过100万次，最多的一个有440万次观看。

### A键挑战

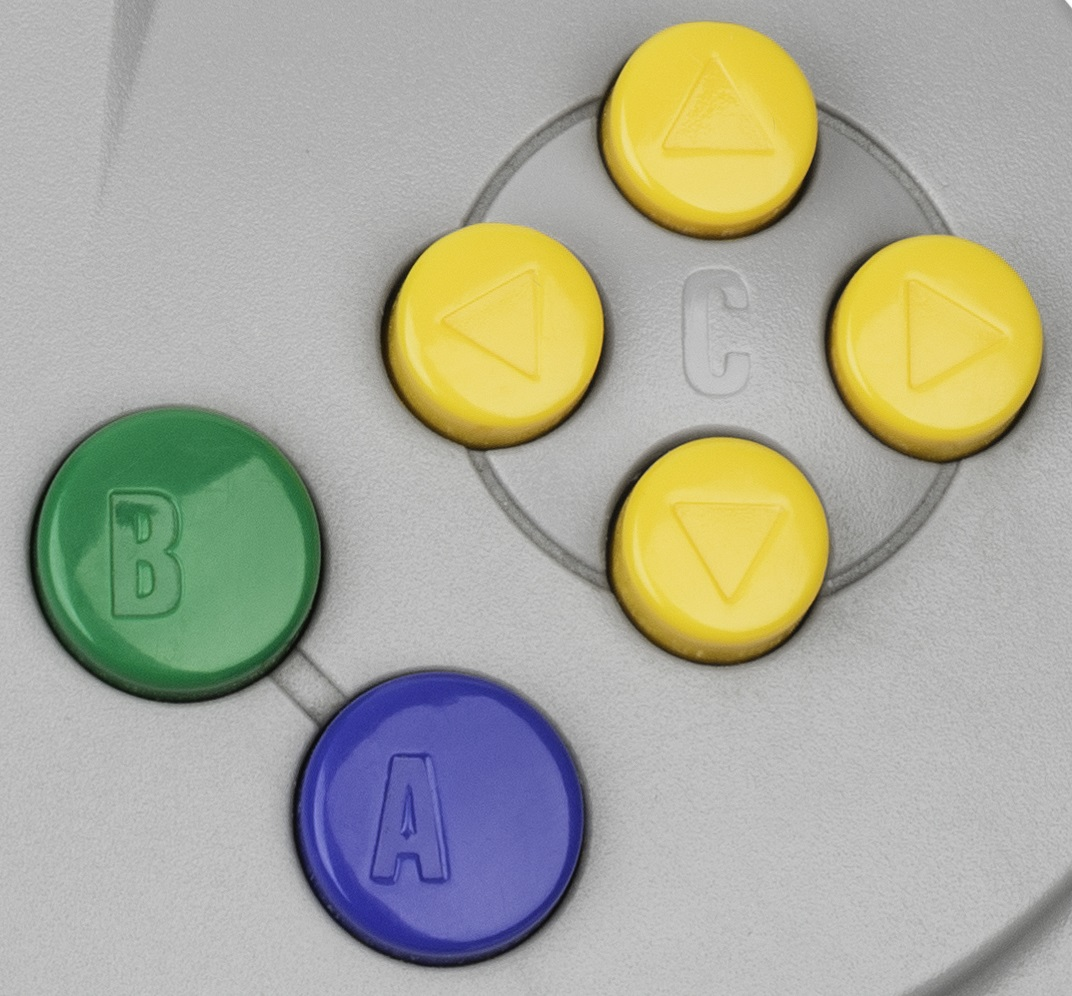
任天堂64控制器近距离照（蓝色为A键），pannenkoek2012就在挑战自己避免按下该按钮。

Pannenkoek2012的大部分视频都聚焦在“A键挑战”上，该挑战的目的是在尽可能少按A键的情况下完全破关《超级马力欧64》。该挑战具有相当大的意义，因为让马力欧跳跃的A按钮是该游戏的基本组成部分之一，而这个游戏就是被人描述成是“关于跳跃”的游戏。在一个视频中，pannenkoek2012展示了他能够在不按A键的情况下通关“马力欧飞向天空（Mario Wings to the Sky）”关卡，方法是利用游戏的Bug使得他能够“克隆”大量的栗宝宝并用它们来搭成一个梯子。该方法的实现经过了两年的规划，视频的制作花了55个小时。
2016年1月12日时，pannenkoek2012上传了一部解说视频，内容是解释如何实现按0.5次A键通关“小心滚石（Watch for Rolling Rocks）”关卡。最初该策略在游戏中从头到尾要耗费13个小时的时间来完成，大部分时间都花在了利用游戏中的某个Bug将马力欧加速到进行“平行宇宙”运动所需的速度（百万单位每秒）上，但后来减少到了5.4小时。该视频已被观看超过400万次，并因其高度技术性的术语而在网上被广泛恶搞，尤其是他的“按半下A键”的概念（在游戏开始时就已经在按着A键，并没有完整利用按一次A键的效果）和他对“平行宇宙”（由整数溢出引起的碰撞判定Bug）的使用。
2013年8月，当pannenkoek2012开始着手A键挑战时，需要按211次A键才能完成《超级马力欧64》游戏。截至2023年2月，只需按13次A键即可达到以120星通关该游戏。

### 拿不到的金币
2014年6月时，pannenkoek2012成功拿到了一枚被人们称为“拿不到的金币”的金币，这是一枚隐藏在《超级马力欧64》的“大小人岛”关卡中的金币，被人们认为是不可能拿到的一枚金币。该金币是在2002年时被GameFAQs网站中的超级马力欧64留言板用户Josiah发现的。金币被放置在了地底下，很可能是一名游戏开发者无意之中造成的。尽管如此，pannenkoek2012仍然通过使用操作微调技术成功拿到了它，方法是在离开水面的那一帧时执行跳跃和踢腿的操作。他指出应该可以在没有工具帮助的情况下拿到这枚金币，但这样做非常困难，需要大量练习。
在超级马力欧64关卡“天上的酷霸王（Bowser in the Sky）”中，pannenkoek2012在关卡底部发现了一只被放错位置的栗宝宝，他将其命名为“神秘栗宝宝（Mystery Goomba）”。由于栗宝宝一旦被杀死就会掉落一枚金币，但现在似乎做不到杀死这一只，因此他将这只神秘栗宝宝所带有的金币称为“新的”拿不到的金币。2016年10月时，pannenkoek2012在“大小人岛”中发现了另一枚拿不到的金币。该关卡的大岛部分被人发现有一排金币是四枚，尽管《超级马力欧64》中所有其他成排的金币都是五枚。他发现是第五枚硬币触发了游戏中其他金币不会触发的故障保险机制，导致该枚金币被立刻从游戏中移除，因此这一行金币只剩下了四枚。

### 其他视频
在2015年8月时，Twitch主播DOTA_TeaBag在《超级马力欧64》关卡“嘀嗒时钟（Tick Tock Clock）”中遭遇到了一个马力欧突然大幅向上传送的小Bug。这个所谓的“向上传送”引起了pannenkoek2012的注意，因为如果能找出这个小Bug是如何实现的并且能够在其他地方真正地重现的话，就能够让玩家跳过游戏的相当一部分或者是能够以按更少次数的A键来完成游戏。Pannenkoek2012开出了1000美元的悬赏，奖励能够在不修改游戏文件的情况下重现这个向上传送的小Bug并且将游戏数据发送给他的人。赏金尚未（2022年）成功领取，尽管可以通过更改游戏文件中与马力欧的高度有关的内存的一个比特位来达到和该Bug一样的效果。由于尚未找到改变这个比特位的方法，因此人们推测是杂散的宇宙射线导致了该比特位的改变，使得该Bug成为了极不可能发生的事件。
Pannenkoek2012在2016年夏季时开始制作一部详细介绍《超级马力欧64》的几何结构原理的视频。他最终在2017年5月完成了这一视频，并以“墙壁、地板和天花板（Walls, Floors, & Ceilings）”的标题发布。该视频详细介绍了马力欧的运动在游戏中是如何测量的——取决于马力欧是位于地面、空中还是水中——以及角色如何与沿途物体的碰撞盒互动。Pannenkoek2012指出，他认为该视频中的信息“极其重要”，因为多年来他一直在采用这些信息来帮助他执行或否决策略。Gamasutra将这段视频称为是“对关卡设计中最精细的细节的热情深入的研究”。在这之后，pannenkoek2012又发布了两个关于这个主题的视频，分别名为“墙壁、地板和天花板（第二部分）”和“墙壁、地板和天花板（第三部分）”。这些视频对碰撞盒机制的工作原理进行了更深入的分析。
2019年3月时，pannenkoek2012上传了大量“不使用控制杆”的视频，内容是在不使用控制器的模拟摇杆移动马力欧的情况下通关《超级马力欧64》的关卡。